# Wixom Assembly Plant
Wixom Assembly Plant — автосборочное предприятие Ford Motor Company, располагавшееся в городе Уиксом, штат Мичиган, существовавшее с 1957 по 2007 год. За время существования заводом было выпущено 6 648 806 автомобилей.

## История
Wixom Assembly Plant, одна из наиболее старых и крупных производственных площадок Ford, открылся 15 апреля 1957 года, заменив Lincoln Motor Company Plant. Имел площадь в 4,7 миллионов квадратных футов и располагался на участке в 320 акров. Длина сборочной линии составила 15 миль. Первый автомобиль, Lincoln Capri, был выпущен 1 августа 1957 года, последний, Lincoln Town Car — 31 мая 2007. Завод в основном производил автомобили Lincoln, также выпускались Ford Thunderbird, Ford GT40 и Ford GT.
В 1980-х годах завод в Уиксоме являлся самым прибыльным в отрасли, благодаря тому, что Cadillac сократил свой модельный ряд и уступил место на рынке Lincoln. На пике производства в 1988 году завод выпустил 280 659 автомобилей. В связи с падением продаж Lincoln, 23 января 2006 года компания Ford объявила о продаже завода в 2007 году. На следующий день, 24 января, губернатор штата Мичиган Дженнифер Грэнхолм предложила Ford пакет налоговых льгот, чтобы завод оставался открытым, однако он прекратил работу в 2007 году и оставался непроданным до 2008 года, пока не был куплен General Motors.
В 2009 году Грэнхолм объявила о планах превращения завода в парк возобновляемых источников энергии стоимостью 725 миллионов долларов, который, как предполагалось, обеспечил бы 4000 рабочих мест, однако это не было реализовано. В 2012 году компания Ford начала снос завода. Через год территория завода была выкуплена семьей Байдас, получившей разрешение распоряжаться землей в целях смешанного использования. В 2014 году было начато строительство дилерского центра по продаже кемперов на 33 акрах земли. На участке также был построен магазин Menards.

## Автомобили, производившиеся на заводе
- 1958—1959 Lincoln Capri
- 1958—1960 Lincoln Premiere
- 1958—1960 Continental Mark III, IV, V
- 1958—1976 Ford Thunderbird
- 1961—2002 Lincoln Continental
- 1964—1969 Ford GT40 MKIV
- 1969—1971 Continental Mark III
- 1972—1976 Continental Mark IV
- 1977—1979 Continental Mark V
- 1980—1983 Continental Mark VI
- 1981—2007 Lincoln Town Car
- 1984—1985 Continental Mark VII
- 1986—1992 Lincoln Mark VII
- 1993—1998 Lincoln Mark VIII
- 2000—2006 Lincoln LS
- 2002—2005 Ford Thunderbird
- 2005—2006 Ford GT